# 中華民国とパラグアイの関係
中華民国とパラグアイの関係（ちゅうかみんこくとパラグアイのかんけい、繁体字中国語: 中華民國－巴拉圭關係、スペイン語: Relaciones entre Paraguay y la República de China）あるいは台湾とパラグアイの関係（たいわんとパラグアイのかんけい、繁体字中国語: 臺灣－巴拉圭關係、英語: Paraguay–Taiwan relations）とは、中華民国とパラグアイの間における国際関係を指す。1988年にウルグアイが台湾と断交して以来、パラグアイは南米で唯一中華民国と正式な外交関係のある国家であり、同時に中華人民共和国を承認していない世界でも数少ない国のうちの一つである。

## 歴史

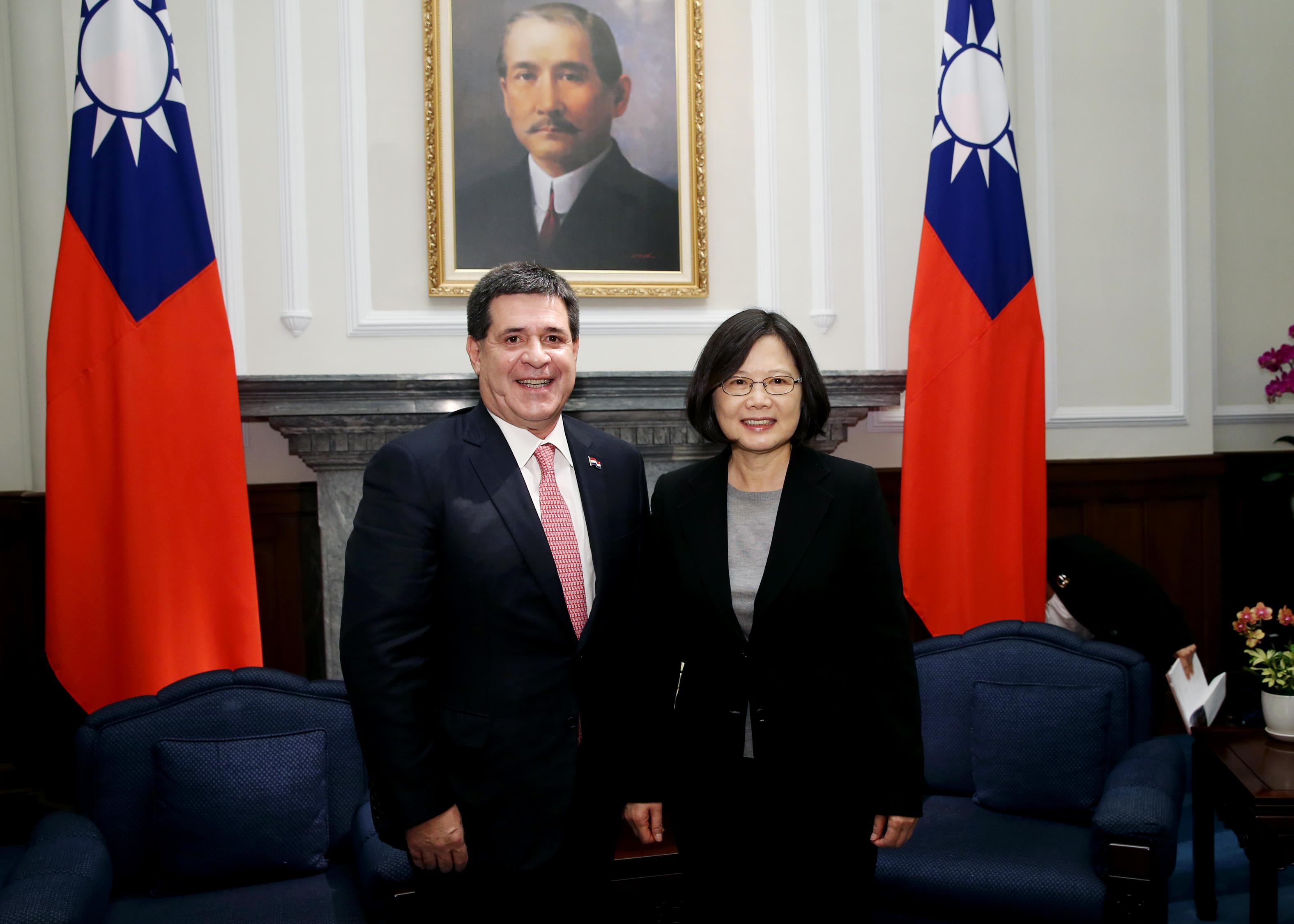
オラシオ・カルテス大統領と、蔡英文総統（2016年5月20日、台北市にて）

中華民国とパラグアイは、1957年7月12日に国交を樹立した。これは1954年より政権の座についていたアルフレド・ストロエスネル大統領の反共政策に由来し、中華民国が国際連合を脱退し、ストロエスネルが退陣してからも関係は継続された。1959年11月29日、中華民国はパラグアイの首都アスンシオンに大使館を設立。1988年12月12日には「駐ストロエスネル市総領事館」（繁体字中国語: 駐史托斯納爾市總領事館）を設立し、1989年2月に同市が改名されたことにより「駐シウダー・デル・エステ総領事館」（繁体字中国語: 駐東方市總領事館）となった。パラグアイもまた、台北市に大使館を設置している。 

## 二国間協定
| 日期           | 協議                                                                           | 備考     |
| -------------- | ------------------------------------------------------------------------------ | -------- |
| 1961年8月18日  | 文化交流協定                                                                   |          |
| 1962年5月11日  | 貿易経済協力条約                                                               | [ 註 1 ] |
| 1968年6月7日   | 友好条約                                                                       |          |
| 1971年8月26日  | 経済技術協力議定書                                                             | [ 註 2 ] |
| 1973年2月15日  | 技術協力協定                                                                   |          |
| 1973年2月15日  | 農業技術団派遣に関する協定                                                     | [ 註 3 ] |
| 1975年9月25日  | 投資協定                                                                       |          |
| 1975年9月25日  | 観光協定                                                                       |          |
| 1986年3月3日   | 国際スピード郵便に関する覚書                                                   |          |
| 1986年4月24日  | 犯罪人引渡条約                                                                 |          |
| 1989年10月9日  | 農村集落における統合開発プロジェクト推進に関する協定                           |          |
| 1990年6月19日  | 科学技術教育協力協定                                                           |          |
| 1992年4月6日   | 相互投資保証協定                                                               |          |
| 1994年4月28日  | 所得税二重課税回避と脱税防止協定                                               | [ 註 4 ] |
| 1994年8月13日  | 中小企業における技術協力センター設立のための技術協力協定                       |          |
| 1995年8月26日  | パラグアイの工業地帯促進に関する覚書                                           |          |
| 1995年8月26日  | 農業技術協力プログラムの強化に関する覚書                                       |          |
| 1995年8月26日  | アスンシオンニュータウンの計画と研究に関する協力意向書                         |          |
| 1997年9月17日  | 航空輸送協定                                                                   |          |
| 1997年9月17日  | 貿易促進技術と人材育成協定に関する交換公文                                     |          |
| 1998年1月21日  | 新聞交流協定                                                                   |          |
| 1998年5月30日  | 中華民国審計部とパラグアイ審計部における監査業務の協力に関する意向書交換       |          |
| 2001年6月1日   | 投資・貿易における戦略計画に関する覚書                                         |          |
| 2002年9月4日   | 外交・商用旅券のビザ免除に関する協定                                           |          |
| 2003年4月20日  | 観光協力協議                                                                   |          |
| 2005年6月29日  | マネーロンダリング（資金洗浄）防止、及びテロ防止対策情報の交換に関する協力協定 |          |
| 2005年12月20日 | ボランティア派遣協定                                                           |          |
| 2007年10月11日 | 薬物取引及び関連する犯罪の協力に関する合意                                     |          |
| 2009年9月8日   | 文化・教育・科学運動協力協定                                                   |          |
| 2013年6月24日  | 移民事務及び人身売買防止に関する協力協定                                       |          |
| 2016年6月28日  | 航空運輸協定                                                                   |          |
| 2017年7月12日  | 経済協力協定                                                                   |          |
| 2017年7月12日  | 外国公文書の二重認証を不要とする協定                                           |          |

## 二国間軍事協力
パラグアイの大統領アルフレド・ストロエスネルと中華民国の総統蔣介石が反共の立場で一致していたため、両国において同じ価値観が共有されており、また非常に良好な関係であるという状況の下、パラグアイの軍人の多くが中華民国の台北郊外復興崗にある軍事訓練センターで訓練を受けていた。

## 二国間貿易
1990年代、パラグアイは中華民国の経済援助の下で高度経済成長を実現し、2004年までに両国間の年間貿易額は40億ドルに到達した。しかし2019年、両国間の貿易額は1億532万822ドルであり、うち中華民国の輸入が6,658万998ドル、輸出が3,873万9,824ドルであった。

## 新型コロナウイルス感染症対策協力
2020年、パラグアイで新型コロナウイルス感染症が拡大。2021年3月、パラグアイで中国関係者を名乗る業者がCOVID-19ワクチン提供の条件として台湾との断交を要求してきたが、その後、台湾がパラグアイのワクチン獲得に協力している。

### 註釈
1. ↑  延長：1972年12月28日；重簽：1995年8月26日；補充：1997年9月17日便利貿易
2. ↑  補充：1984年4月30日；延長：1987年5月30日、1990年10月8日、2000年3月13日、2002年10月8日、2005年11月24日、2008年11月7日、2012年4月24日；重簽：1994年1月11日
3. ↑  修正：2007年2月9日、2010年4月8日
4. ↑  修正：2008年3月3日